# قادهار
قادهار، روستایی در دهستان سرخون بخش مرکزی شهرستان بندرعباس در استان هرمزگان ایران است.

## جمعیت
بر پایه سرشماری عمومی نفوس و مسکن در سال ۱۳۹۵، جمعیت این روستا برابر با ۵۸۱ نفر (۱۷۱ خانوار) بوده‌است.